# Гејлорд (Минесота)
Гејлорд (енгл. Gaylord) град је у америчкој савезној држави Минесота.

## Демографија
По попису из 2010. године број становника је 2.305, што је 26 (1,1%) становника више него 2000. године.
| Група             | 2000.         | 2010.         |
| Белци             | 1.835 (80,5%) | 1.730 (75,1%) |
| Афроамериканци    | 4 (0,2%)      | 5 (0,2%)      |
| Азијати           | 16 (0,7%)     | 28 (1,2%)     |
| Хиспаноамериканци | 396 (17,4%)   | 530 (23,0%)   |
| Укупно            | 2.279         | 2.305         |